# 上砂川站

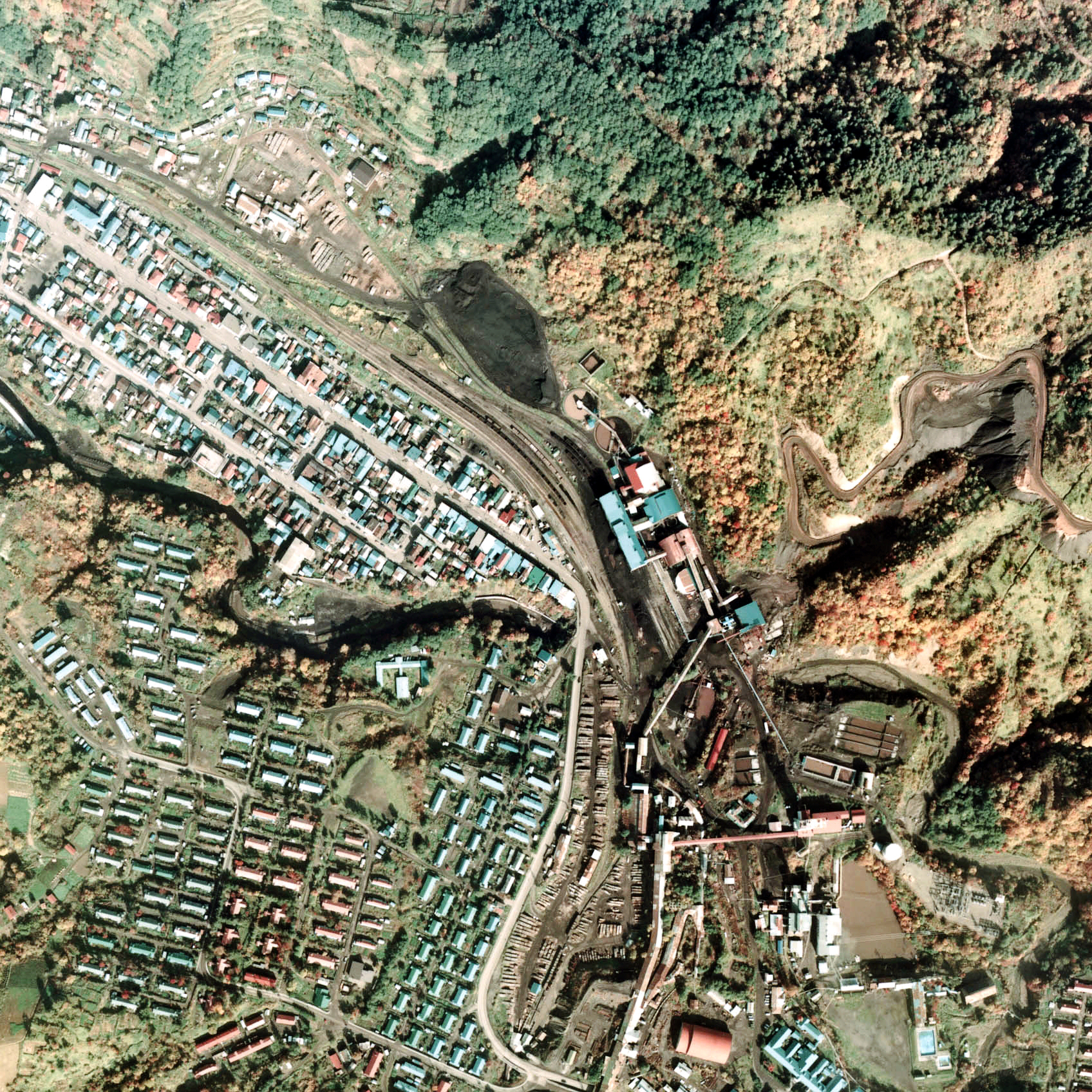
1976年的上砂川站與方圓1公里範圍。左邊是砂川方向。

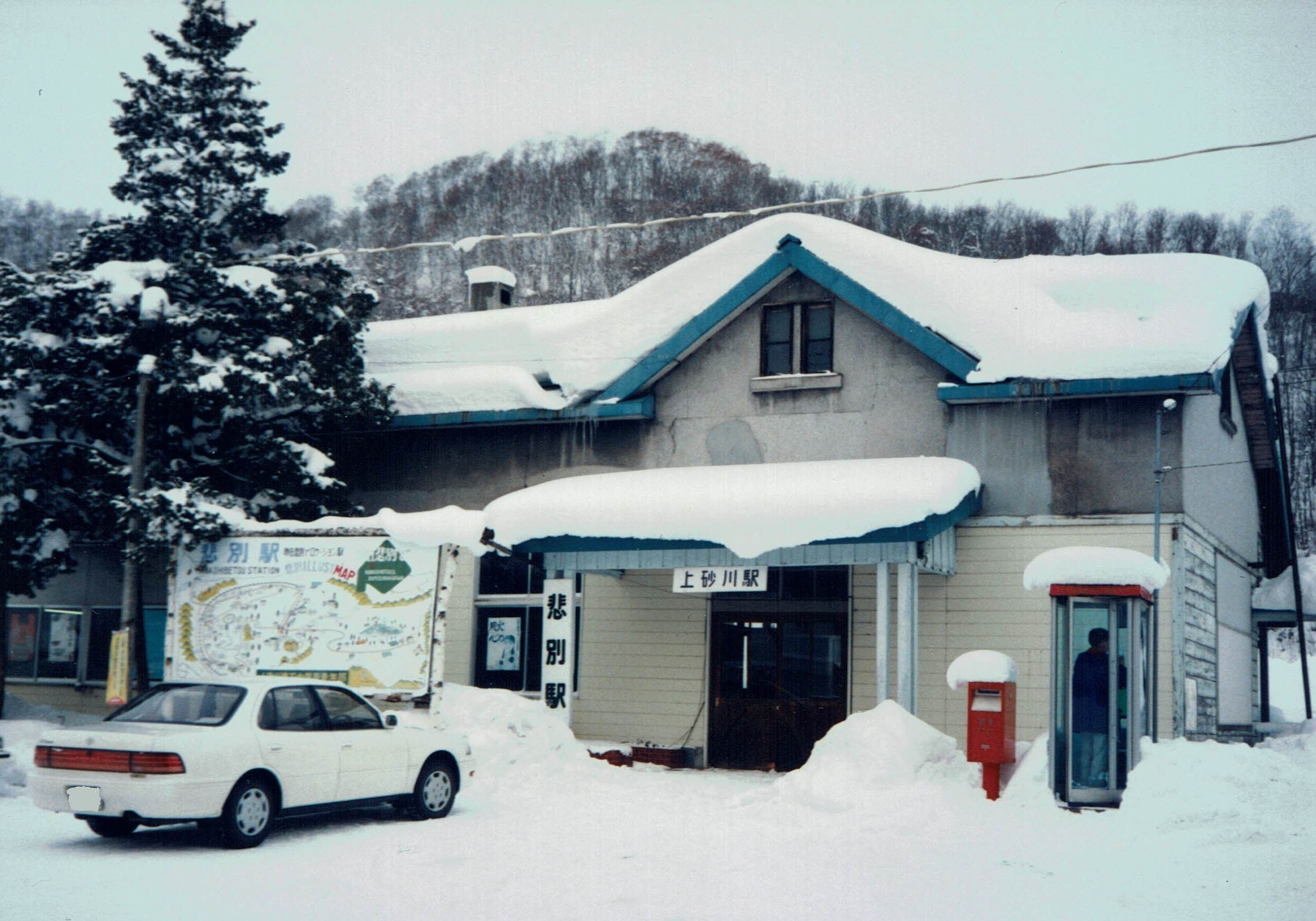
現役時代的上砂川站（1994年1月）

上砂川站（日语：／ Kami-Sunagawa eki */?）是位於北海道空知郡上砂川町字上砂川，北海道旅客鐵道（JR北海道）的函館本線上砂川支線車站（廢站）。隨著上砂川支線全線廢線，車站在1994年（平成6年）5月16日廢除。

## 歷史
- 1918年（大正7年）11月5日：三井礦山砂川煤礦專用線於此站附近啟用，該專用線用作運送煤炭[1][注 1]。
- 1926年（大正15年）8月1日：國有鐵道函館本線（上砂川支線）開設上砂川站。當時為一般車站。
- 1937年（昭和12年）：翻新車站大樓。設置機走線[3]。
- 1943年（昭和18年）：鋪設積込線，連接三井礦山砂川礦第二選煤機[3]。
- 1950年（昭和25年）12月：車站大樓部分進行翻新[1]。
- 1968年（昭和43年）8月：鋪設三井礦山第二專用線[3]。
- 1979年（昭和54年）11月：三井礦山第二專用線廢除[3]。
- 1984年（昭和59年）2月1日：除了專用線到發的貨物外，站內結束處理車載貨物和行李。
- 1987年（昭和62年）
  - 3月24日：三井礦山（日语：日本コークス工業）專用線廢除，再沒有貨運列車到發[3]。
  - 4月1日： 伴隨國鐵分割民營化，車站由北海道旅客鐵道（JR北海道）和日本貨物鐵道（JR貨物）營運。此站成為無人車站（簡易委託化）[3]。
- 1992年（平成4年）4月1日：JR貨物車站廢除。
- 1994年（平成6年）5月16日 - 上砂川支線全線廢除，此站也廢除。

## 車站構造
截至車站廢除前，此站是地面車站，設有1面1線的單式月台。月台位於路軌南邊（上砂川方向的列車會開啟右邊車門）。
在三井砂川煤礦還在運作的時代，站內設有許多側線（截至1983年（昭和58年），月台北邊共有六條路軌，當中貨運列車專用線上下行各1條，月台與車站大樓之間設有1條）。站內設有連接煤礦的專用線（截至1983年（昭和58年）設有4條專用線路軌）。但是在1987年（昭和62年），隨著煤礦關閉，所有側線均不再使用（側線截至1993年（平成5年）還存在，但是轉轍器已經被撤走。而車站大樓一方的側線和專用線路軌已被撤走），後來更被撤走。
此站是無人車站（簡易委託車站）。在有人車站時代還有車站大樓，當時站內可購買車票。車站大樓鄰接月台中央部分，中間設有站內平交道連接。大樓是一座木造的單層建築，屋頂很高，為了降雪，屋頂有兩層斜坡。

## 使用狀況
- 在1981年度（昭和56年度），1日平均上下車人次為115人[4]。
- 在1992年度（平成4年度），1日平均上下車人次為10人[5]。

## 車站周邊
- 北海道道115號蘆別砂川線（日语：北海道道115号芦別砂川線）
- 妹瀨山
- 奧澤自然公園 - 車站東邊約2公里[4]。
- 上砂川岳溫泉 - 車站東邊約3公里[4]。
- 上砂川岳國際滑雪場

## 巴士路線
舊站遺址設有「中央1丁目」巴士站，停靠的巴士路線由北海道中央巴士營運。
- 歌志內線
  - 瀧川總站（日语：北海道中央バス滝川ターミナル） - 砂川市立醫院（日语：砂川市立病院） - 中央1丁目 - 歌志內市街 - 赤平總站（日语：北海道中央バス赤平ターミナル） - 赤平昭和
  - 部分班次從赤平昭和延長至宮下町。

- 上砂川線
  - 砂川市立醫院 - 中央1丁目 - 東町
  - 砂川市立醫院 - 中央1丁目 - 仲町 - 上砂川岳溫泉

## 現況

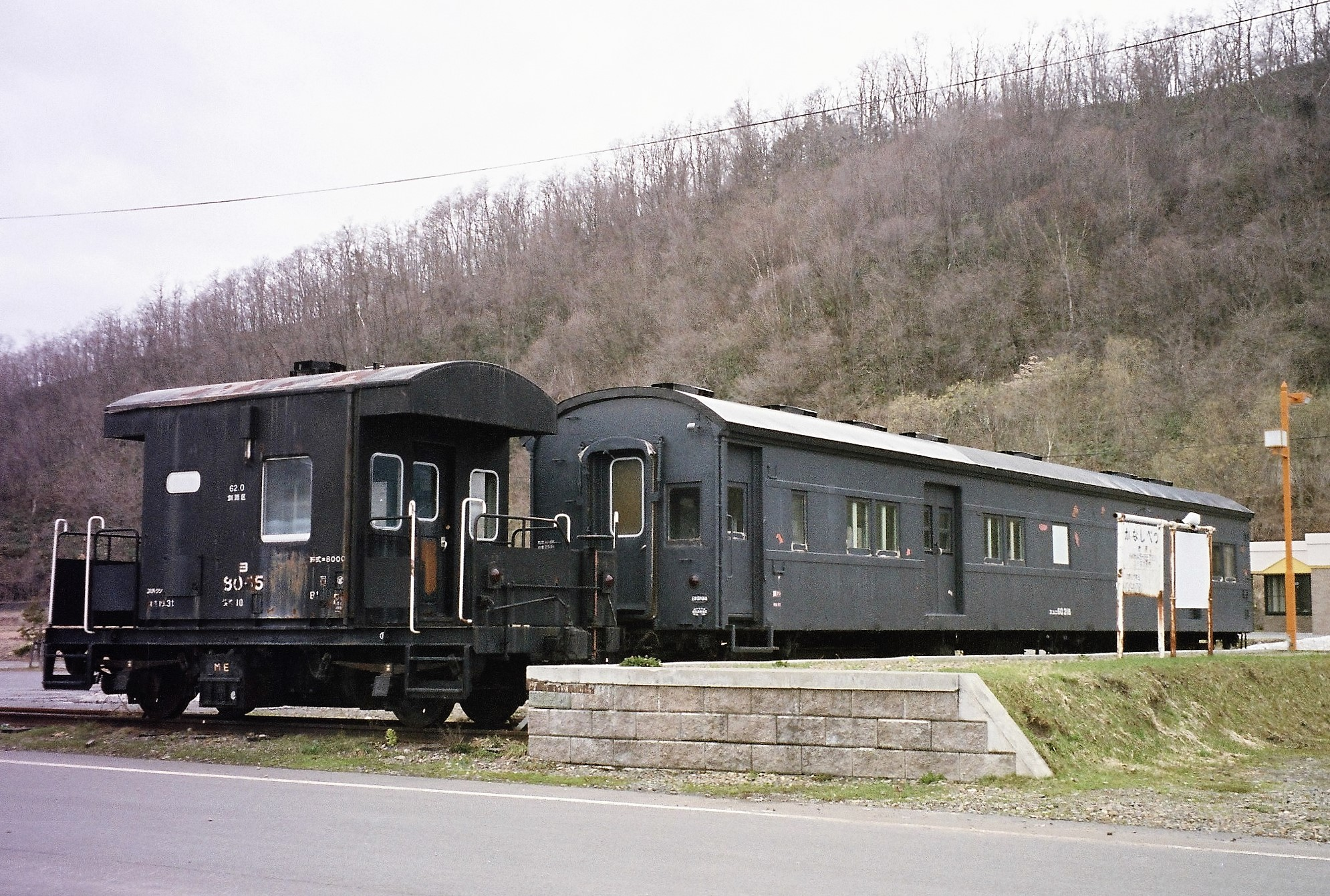
在車站遺址保存的守車和客車（2006年5月）

截至2010年（平成22年），車站大樓還存在，但是位置遷移至砂川一方。入口處掛上了「悲別站」牌，舊候車室內展示了電視/電影相關的相片，成為觀光勝地，吸引許多粉絲到訪。在月台處，設置了Yo8000形守車Yo8055、SuYuNi60形客車SuYuNi60 218作展示。

## 其他
在1984年（昭和59年）放映，劇本/導演為倉本聰的電視劇《昨日、悲別》於此站取景。在該作品中，此站名為「悲別站（日语：／）」。在拍攝後，「上砂川站」的車站大樓與站名牌後方寫上了「悲別站」。另外也出售了車票，蓋上了「悲別站」印章。
在1981年（昭和56年）上映，劇本為倉本聰，監製為降旗康男的電影《驛 STATION》也同樣於此站取景。
在2013年（平成25年）發布，川野夏美的單典《悲別》以此站作為舞台。

## 相鄰車站
北海道旅客鐵道
函館本線（上砂川支線）
東鶉－上砂川

## 注腳